# پنیر آبجو (پخشینه)
پنیر آبجو یک پخشینهٔ پنیر است. با وجود آنکه پخشینه‌های مشابه دیگری در سراسر آمریکا وجود دارند اما پنیر آبجو مخصوص کنتاکی است.
پنیر آبجوی تجاری با پایهٔ پنیر پرورده و طعم پنیر چدار تهیه می‌شود در صورتی که خانگی آن فقط پنیر چدار دارد. به پنیرها، آبجو اضافه می‌گردد تا طعم و بافت مورد نظر ایجاد شود. همچنین برای بهتر شدن طعم و مزه به مواد سیر و ادویه‌جاتی از جمله خردل خشک، کاین و ترب کوهی اضافه می‌شود.
این پخشینه معمولاً با کراکر نمکی و به عنوان یک پیش‌غذا آن هم به صورت گرم سرو می‌شود.